# Ташнур
Ташну́р (рос. Ташнур, марій. Ташнур) — присілок у складі Звениговського району Марій Ел, Росія. Входить до складу Красногорського міського поселення.

## Населення
Населення — 291 особа (2010; 324 у 2002).
Національний склад (станом на 2002 рік):
- марі — 96 %